# Lubię to (singel)
Lubię to – singel Indios Bravos zwiastujący piąty album studyjny grupy, Jatata. Premiera radiowa odbyła się w Trójce.

## Notowania
| Lista                                   | Pozycja |
| --------------------------------------- | ------- |
| Lista Przebojów Trójki                  | 9       |
| Lista przebojów UWUEMKA                 | 1       |
| Lista Przebojów Radia Łódź              | 2       |
| Złota Trzydziestka Radia Koszalin       | 5       |
| Lista przebojów z charakterem Radia RDC | 8       |